# Ruchliwość społeczna
Ruchliwość społeczna lub mobilność społeczna – w socjologii oznacza przemieszczanie się jednostek społecznych lub kategorii społecznych w strukturze społecznej.

## Ruchliwość pozioma (horyzontalna)
Ruchliwość pozioma oznacza przemieszczanie się w przestrzeni (migracja) oraz przechodzenie z jednej grupy społecznej do drugiej bez zmiany dotychczasowo zajmowanej pozycji społecznej.

## Ruchliwość pionowa (wertykalna)
Jest to najczęściej opisywana ruchliwość społeczna określająca przechodzenie w dół (degradacja) lub w górę (awans społeczny) względem struktury klasowej, klasowo-warstwowej czy ogólnie w hierarchii społecznej. 
W przypadku ruchliwości pionowej dochodzić może do zmiany struktury społeczeństwa i przewartościowania skal stratyfikacji społecznej. Nagłe zmiany samej struktury mogą być związane z przewrotami rewolucyjnymi czy administracyjnie wprowadzanymi reformami. Wyższa ruchliwość społeczna jest wskaźnikiem otwartości społeczeństwa, gdyż oznacza, że osoby z niższych warstw społecznych mają większe szanse awansu. 

### Ruchliwość wewnątrzpokoleniowa
Ruchliwość wewnątrzpokoleniowa oznacza przemieszczanie się jednostek lub grup między poziomami hierarchii poprzez podnoszenie swoich kwalifikacji przez jednostki, nabywanie majątku czy zdobywanie wyższego wykształcenia. Degradacja w tym przypadku może być wynikiem zaniechania tego typu działań, co w efekcie powoduje, że inne jednostki czy grupy poprzez własny awans społeczny podwyższają poziom w hierarchii.

### Ruchliwość międzypokoleniowa
Ruchliwość międzypokoleniowa to ruchliwość całych kategorii społecznych względem pozycji zajmowanych przez ich rodziców, np. ruchliwość międzypokoleniowa nauczycieli, księży itd. Od strony empirycznej ruchliwość ta badana jest poprzez porównywanie pozycji jednostki i jej rodziców (najczęściej przyjmuje się wskaźnik, jakim jest pozycja ojca). 

### Ruchliwość strukturalna
Ruchliwość strukturalna to rodzaj ruchliwości wynikający ze zmiany składu społeczno-zawodowego kolejnych pokoleń. Pozostałe rodzaje to ruchliwość wymienna (cyrkulacyjna). 
Czynnikami, które mogą przyspieszać lub zwalniać ruchliwość społeczną albo jej kształt mogą być uprzedzenia rasowe czy etniczne względem pewnych kategorii społecznych, np. grup etnicznych, formy ustrojowe czy typ gospodarki. Jednym z najważniejszych czynników jest sytuacja na rynku pracy, która może przyczyniać się do zwiększania lub zmniejszania zasobów ekonomicznych jednostek oraz ich prestiżu, poprzez możliwość tworzenia przez jednostkę własnej kariery albo też do degradacji np. w przypadku restrukturyzacji zakładów pracy.
W większości społeczeństw większe szanse awansu społecznego mają mężczyźni niż kobiety. W szczególności dotyczy to społeczeństw tradycyjnych, gdzie najważniejsze dla społeczności funkcje pełnione są przez mężczyzn. W społeczeństwach przemysłowych i poprzemysłowych blokowanie możliwości awansu kobietom określane jest jako dyskryminacja, dotyczy też mniejszości narodowych czy etnicznych.